# Коса, Хуан де ла
Хуан де ла Коса (исп. Juan de la Cosa, ок. 1460 — 1510) — один из первооткрывателей Америки, в числе первых европейцев увидевший её берега и первым нанёсший их на карту.
О молодости де ла Косы нет достоверных сведений, хотя его родиной и считается Кантабрия. Известно только, что в 1488 году он встречался в Португалии с Бартоломеу Диашем. В 1492 году, командуя собственной караккой «Санта-Мария», Хуан де ла Коса отплыл под командованием Колумба на поиски западного пути в Китай. Во время этой экспедиции была открыта Америка, а «Санта-Мария» потерпела крушение где-то у берегов Гаити.

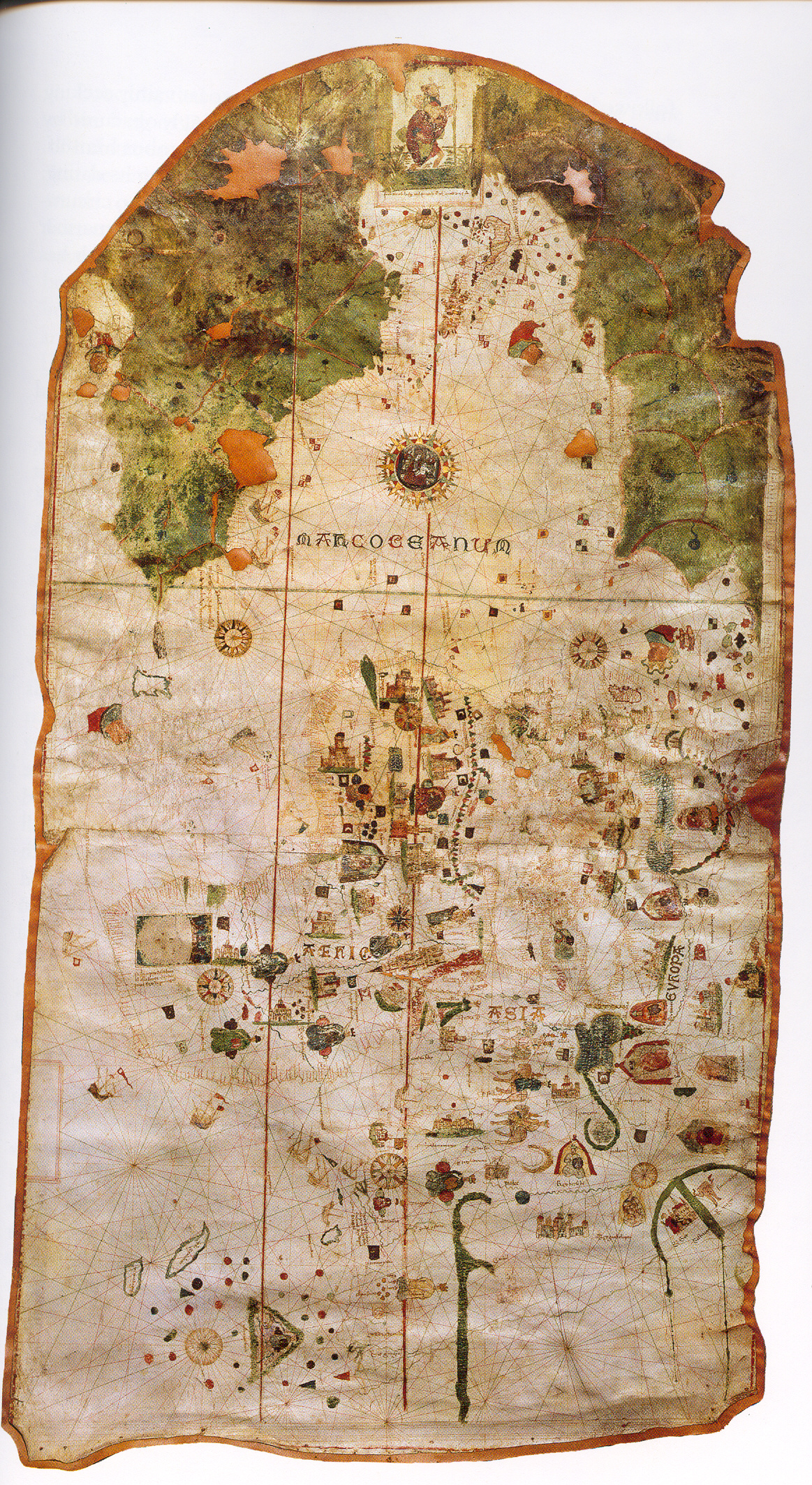
Составленная де ла Косой Mappa Mundi 1500 года.

Получив от испанской короны денежную компенсацию за потерянный корабль, де ла Коса сопровождал Колумба во время второго и третьего путешествий в Америку, в 1493 и 1498 годах. В те же годы он изготовил несколько карт, на которых впервые появились очертания Нового света. Сохранилась из них лишь одна — т. н. Mappa Mundi, датируемая 1500 годом и хранящаяся в Военно-морском музее Мадрида.
В 1499 году де ла Коса вызвался быть лоцманом экспедиции Алонсо де Охеды и Америго Веспуччи, которая первой обследовала берега собственно Южноамериканского континента. В следующем году он вернулся к берегам Колумбии и Панамы в сопровождении Родриго де Бастидаса и Васко Нуньеса де Бальбоа. Это путешествие в Америку стало для него пятым.
По возвращении домой Хуан де ла Коса был направлен королевой Изабеллой к лиссабонскому двору для выражения возмущения допущенными португальцами нарушениями условий Тордесильясского договора. Заточенный по приказу португальского короля в темницу, он вскоре был освобожден и пустился (вероятно, в 1506 году) в новое путешествие к берегам Ямайки и Гаити с тем, чтобы основать поселение на Жемчужных островах и исследовать залив Ураба.
В 1509 году де ла Коса было поручено заняться, под руководством Охеды, колонизацией южноамериканского берега. В его распоряжении находилось три корабля с двумястами испанскими поселенцами. Соединившись с Охедой и Писарро, де ла Коса по приказу Охеды причалил к американскому берегу в районе Картахены де Индиас. Сам он предпочитал более мирные берега Урабы, однако Охеда повёл отряд вглубь джунглей, где де ла Коса пал жертвой отравленных стрел индейцев. Охеда жестоко отомстил туземцам за гибель своего товарища.